# Supercopa do Brasil de Futsal de 2019
A Supercopa do Brasil de Futsal de 2019 foi a quarta edição do torneio nacional que reúne os campeões da Liga Nacional de Futsal, da Taça Brasil de Futsal, e da Copa do Brasil de Futsal, além do representante da cidade-sede. O campeão da competição garantiu vaga na CONMEBOL Libertadores de Futsal de 2019.

## Equipes classificadas
| Estado            | Equipe      | Classificação                                          |
| ----------------- | ----------- | ------------------------------------------------------ |
| Paraná            | Pato Futsal | Campeão da LNF 2018 e da Taça Brasil de Futsal de 2018 |
| Paraná            | Marreco     | Representante da cidade-sede                           |
| Rio Grande do Sul | Atlântico   | Vice-campeão da Taça Brasil de Futsal de 2018          |
| São Paulo         | Corinthians | Campeão da Copa do Brasil de Futsal de 2018            |

## Resultados
|  | Semifinal   | Semifinal   |   |             | Final               | Final |  |
|  |             |             |   |             |                     |       |  |
|  | 14 de março |             |   |             |                     |       |  |
|  | Marreco     | 3           |   |             |                     |       |  |
|  | Pato Futsal | 1           |   |             |                     |       |  |
|  |             |             |   |             |                     |       |  |
|  |             |             |   |             | 16 de março         |       |  |
|  |             |             |   |             | Marreco             | 2     |  |
|  |             | Corinthians | 4 |             |                     |       |  |
|  |             |             |   |             |                     |       |  |
|  |             |             |   |             |                     |       |  |
|  |             |             |   |             | Disputa do 3° lugar |       |  |
|  | 13 de março | 13 de março |   | 16 de março | 16 de março         |       |  |
|  | Corinthians | 3           |   | Atlântico   | 1                   |       |  |
|  | Atlântico   | 0           |   |             | Pato Futsal         | 0     |  |

## Premiação
| Supercopa do Brasil de Futsal 2019 |
| São Paulo                          |
| ---------------------------------- |
| Corinthians Campeão (1º título)    |

1. ↑  «CBFS define Supercopa 2019». Liga Nacional de Futsal. 15 de janeiro de 2019. Consultado em 16 de janeiro de 2019
2. ↑  «Com duas viradas incríveis, Corinthians vence Marreco e é o campeão da Supercopa de Futsal». Liga Nacional de Futsal. 17 de março de 2019. Consultado em 17 de março de 2019